# ひだかくま
『ひだかくま』は、2020年3月31日から2025年3月25日まで超!A&G+で配信されていた簡易動画付きインターネットラジオ番組。第1回から第52回配信分まで、セブン&アイ・ホールディングスが番組のスポンサーとなっていたため『セブン-イレブン presents ひだかくま』として配信されていた。

## 概要
声優の日高里菜と加隈亜衣によるラジオ番組。『佐倉としたい大西』の姉妹番組である。
2023年1月10日より6月30日まで、音楽配信サービス「KKBOX」内のポッドキャストサービスにおいて、前の週配信分を毎週12時更新で配信を行っていた。
2025年3月で超!A&G+のサービス終了に伴い、番組も同月25日配信回で最終回となった。

## パーソナリティ
- 日高里菜
- 加隈亜衣

## 配信時間
- 超!A&G+
  - 2023年4月4日 - 2025年3月25日
毎週火曜日 23:00 - 23:30（本配信）　
毎週日曜日 17:30 - 18:00（リピート配信）
  - 2020年3月31日 - 2023年3月28日
毎週火曜日 23:00 - 23:30（本配信）　
毎週水曜日 11:00 - 11:30（リピート配信）
毎週日曜日 13:00 - 13:30（リピート配信、2021年4月4日 - ）

## コーナー
ふつおた
番組で随時募集中の普通のお便りを読むコーナー。
今週の「か」
- ひだ「か」と「か」くまの番組ということで、「か」から始まるお題をリスナーから募集して2人がそれに挑戦するコーナー。

ハッシュタグ活用塾
パーソナリティーの2人が出すお題「#〇〇」にあうような回答をリスナーから募集するコーナー。

## 関連商品
- ひだかくまくら＋限定動画が視聴できる缶バッジ（ DDDisc）[4]
  - 番組初のグッズで2020年9月30日に発売。
- ひだかくまエコトートバッグ[5]
  - 番組グッズ第2弾
- ひだかくまTシャツ[6][7]
  - 番組グッズ第3弾